# سيدريك فيغارو
سيدريك فيغارو (بالإنجليزية: Cedric Figaro)‏ هو لاعب كرة قدم أمريكية أمريكي، ولد في 17 أغسطس 1966 في لافاييت في الولايات المتحدة.

## وصلات خارجية
- سيدريك فيغارو على موقع مرجع كرة القدم المحترفة.كوم (الإنجليزية)